# Mesabolivar eberhardi
Mesabolivar eberhardi is een spinnensoort uit de familie trilspinnen (Pholcidae). De soort komt voor in Brazilië, Trinidad, Colombia, Venezuela en Peru. 